# Mouflières
Mouflières – miejscowość i gmina we Francji, w regionie Hauts-de-France, w departamencie Somma.
Według danych na rok 2011 gminę zamieszkiwało 98 osób, a gęstość zaludnienia wynosiła 35 osób/km² (wśród 2293 gmin Pikardii Mouflières plasuje się na 923. miejscu pod względem liczby ludności, natomiast pod względem powierzchni na miejscu 1078.).